# Fabrizio Ruggirello
Pour les articles homonymes, voir Ruggirello.
Fabrizio Ruggirello, né en 1963 à Sainte-Adresse (France), est un scénariste et réalisateur italien.

## Filmographie partielle

### Comme réalisateur
- 1992 : America
- 2009 : Secrets of the Dead (série télévisée documentaire, épisode « Michelangelo Revealed »)

### Comme scénariste
- 2014 : Les Âmes noires (Anime nere)

### Comme acteur
- 1990 : La scommessa  (court métrage)
- 2010 : Frères d'Italie (Noi credevamo) : aristocrate dans le salon de Cristina

## Récompenses et distinctions
- 2015 : David di Donatello du meilleur scénario pour Les Âmes noires (partagé avec Francesco Munzi et Maurizio Braucci)